# Tazewell (Virginia)
Tazewell è un comune degli Stati Uniti d'America, situato nello Stato della Virginia, nella contea di Tazewell, della quale è il capoluogo.